# 鮮于スン
鮮于 ⿰金筍（ソヌ・スン、朝鮮語: 선우순、1891年3月 - 1933年8月8日）は、日本統治時代の朝鮮の伝道師、ジャーナリスト、政治家。朝鮮総督府中枢院賛議。
本貫は太原鮮于氏。弟は同じくジャーナリストの鮮于甲。鮮于 筍（読み、ハングル同）とも表記される。

## 経歴
平安南道平壌（現・朝鮮民主主義人民共和国平壌市）出身。西北学会で機関紙『西北学会月報』に寄稿するなどの活動を行った。また、1907年から1910年3月まで大韓毎日申報の記者を務めたという記録が『朝鮮紳士録』にあるものの、韓国側からの確認はできていない。1909年4月より平壌新聞編集部長を務め、1910年11月、普成法律商業学校（現・高麗大学校）法科を卒業したのち日本に留学し、同志社大学でキリスト教を学び卒業。帰国後は既成教会の伝道師として平安南道地域でキリスト教の布教活動に務めた。1917年4月には精米所を開業している。1919年4月、三・一運動の影響が大きくなると、日本人のキリスト教関係者などで排逆遊説団を組織し、黄海道や平安南道一帯で運動や運動に続く動きなどを鎮静化させる活動を行った。1920年10月には大東同志会を組織し、その会長に就任した。その後平壌府協議会議員などを経て、1921年に中枢院の賛議となり、1927年6月には正七位に叙された。1933年に死去するまで賛議を務めた。死後、親日派リストに弟とともに選ばれ、2007年、親日反民族行為真相究明委員会が発表した親日反民族行為195人名簿にも同じく弟とともに選ばれた。

## 活動
1919年8月から1921年まで朝鮮総督を務めていた斎藤実と何度か面談し、植民政策について意見交流を行った。このほか、政財界の高名な人物と接触し、原敬と面会した際には独立反対と同化政策の強化について述べ、渋沢栄一と面会した際には朝鮮人を教導するための資金を援助するよう要請した。
大東同志会においては機関紙『共栄』などを発行し、講演会を開いたほか、組織の勢力を強める目的で日本への留学生派遣のために力を入れた。

## 訴訟
1922年2月、独立団安州支団長など数人を、仮出獄させるということをネタに詐欺を行ったとして訴えられたが、不起訴となっている。